# Wilhelm von Hohenau
Wilhelm Graf von Hohenau (Berlim, 27 de novembro de 1884 -  11 de abril de 1957) foi um ginete alemão, medalhista olímpico. 

## Carreira
Wilhelm von Hohenau tinha título de conde, ele representou seu país nos Jogos Olímpicos de 1912, na qual conquistou a medalha de bronze no salto por equipe. 